# Пфлюкуфф
Пфлюкуфф (нім. Pflückuff) — частина міста Торгау, федеральна земля Саксонія, Німеччина. Підпорядковується адміністративному округу Лейпциг. Входить до складу району Північна Саксонія.
- Населення — 2 456 осіб (на 31 грудня 2006).
- Площа — 48,25 км².